# Lagerpeton chanarensis
Lagerpeton chanarensis és una espècie de dinosauromorf basal que visqué durant el Ladinià (Triàsic mitjà) en allò que avui en dia és Sud-amèrica. Se n'han trobat restes fòssils a La Rioja (Argentina). Es tracta de l'única espècie del gènere Lagerpeton. Devia fer uns 70 cm de llargada. El seu nom genèric significa 'rèptil llebre' en llatí, mentre que el seu nom específic a la formació del Chañares, que conté els estrats on fou descobert.